# 유니온바이오메트릭스
유니온바이오메트릭스(Union Biometrics Co. Ltd.)는 대한민국의 바이오인식 보안 기업이다. 본사는 서울특별시 송파구 법원로 127, 12층(문정동, 문정대명벨리온)에 위치해 있다.

## 사업
이지패스 주식회사와 개발 및 운영 계약을 체결했으며 한국렌탈과 '건설근로자 전자카드 단말기 렌탈 서비스' 사업을 위해 업무협약 체결한 바 있다

## 상장
2016년 12월 7일에 공모가 5,000원에 코스닥 시장에 상장하였다.

## 참고 문헌
1. ↑  유니온커뮤니티, FIDO2 생체인증 기술로 비밀번호 넘는 보안 강화, 보안뉴스, 2023-12-15
2. ↑  유니온커뮤니티, 생체인증 클라우드 구독 서비스로 일본 시장 진출, ET뉴스, 2023-12-19
3. ↑  유니온커뮤니티-한국렌탈, 건설근로자 전자카드 단말기 렌탈 협력, 지디넷코리아, 2023년 12월 28일